# 阿什利国家森林
阿什利国家森林（英語：Ashley National Forest）是美国的一处国家森林，1908年7月1日建立，位处犹他州东北部、怀俄明州西南部，占地面积约1,382,346英畝（5,594.16平方），最近的城市为韦纳尔市。